# M91 (天体)
座標:  12h 35m 26.430s, +14° 29′ 46.75″
M91（NGC 4548）は、かみのけ座にある棒渦巻銀河である。シャルル・メシエがカタログに記載する際に座標を間違えたことによって長い間失われた天体となっていた。

## 観測史
1781年3月18日にシャルル・メシエによって発見された。メシエはこの夜、球状星団M92と8つの銀河を発見している。メシエは「おとめ座で星のない星雲。M90に先行。これより微か」と記している。

### メシエの誤りとその影響
しかしメシエは、M91の位置を算出する際にM58を基準としたつもりが、誤ってM89を基準としてしまった。この誤りによってM91は長い間見失われた天体となっていた。1969年にテキサス州フォートワースのアマチュア天文家ウィリアム・C・ウィリアムズによってこの過ちが指摘され、21世紀現在では NGC 4548がM91であるする説が受け入れられている。なおNGC 4548は後の1784年4月8日にウィリアム・ハーシェルによって独立発見されている。
NGC 4548と同定される以前は、優秀なコメットハンターであるメシエが銀河と彗星を見間違えたのだとする説や、M58を重複して数えてしまったとする説、NGC 4571であるとする説などが候補として上がっていた。